# La Crosse County
Das La Crosse County ist ein County im US-amerikanischen Bundesstaat Wisconsin. Im Jahr 2020 hatte das County 120.784 Einwohner und eine Bevölkerungsdichte von 103 Einwohnern pro Quadratkilometer. Der Verwaltungssitz (County Seat) ist La Crosse.
Das La Crosse County ist Bestandteil der La Crosse Metropolitan Area, der bundesstaatenübergreifenden Metropolregion um die Stadt La Crosse.

## Geografie
Das County liegt im Südwesten von Wisconsin und wird im Westen vom Mississippi begrenzt, der die Grenze zu Minnesota bildet. Die Nordgrenze des Countys wird vom Black River gebildet. Im Zentrum wird das County vom La Crosse River durchflossen, bis dieser nördlich des Zentrums der gleichnamigen Stadt in den Mississippi mündet.
Das La Crosse County hat eine Fläche von 1243 Quadratkilometern, wovon 70 Quadratkilometer Wasserfläche sind. 
An das La Crosse County grenzen folgende Nachbarcountys: 
| Trempealeau County         |               | Jackson County |
| Winona County (Minnesota)  |               | Monroe County  |
| Houston County (Minnesota) | Vernon County |                |

## Geschichte
Das La Crosse County wurde am 1. März 1851 aus Teilen des Crawford County gebildet. Benannt wurde es, ebenso wie die Bezirkshauptstadt, nach einem Spiel, das die Indianer hier spielten.

## Demografische Daten
Nach der Volkszählung im Jahr 2010 lebten im La Crosse County 114.638 Menschen in 46.058 Haushalten. Die Bevölkerungsdichte betrug 97,7 Einwohner pro Quadratkilometer. In den 46.058 Haushalten lebten statistisch je 2,38 Personen. 
Ethnisch betrachtet setzte sich die Bevölkerung zusammen aus 92,2 Prozent Weißen, 1,4 Prozent Afroamerikanern, 0,5 Prozent amerikanischen Ureinwohnern, 4,3 Prozent Asiaten sowie aus anderen ethnischen Gruppen; 1,6 Prozent stammten von zwei oder mehr Ethnien ab. Unabhängig von der ethnischen Zugehörigkeit waren 1,6 Prozent der Bevölkerung spanischer oder lateinamerikanischer Abstammung.
20,8 Prozent der Bevölkerung waren unter 18 Jahre alt, 65,2 Prozent waren zwischen 18 und 64 und 14,0 Prozent waren 65 Jahre oder älter. 51,1 Prozent der Bevölkerung war weiblich.

Das jährliche Durchschnittseinkommen eines Haushalts lag bei 50.771 USD. Das Pro-Kopf-Einkommen betrug 25.978 USD. 13,7 Prozent der Einwohner lebten unterhalb der Armutsgrenze.

## Ortschaften im La Crosse County
Citys
- La Crosse
- Onalaska

Villages
- Bangor
- Holmen
- Rockland
- West Salem

Census-designated places (CDP)
- Brice Prairie
- French Island
- St. Joseph

Unincorporated Communities
| - Barre Mills - Burns - Burns Corners - Burr Oak - Council Bay | - Medary - Middle Ridge - Midway - Mindoro - New Amsterdam | - Shelby - Stevenstown - West La Crosse |

## Gliederung
Das La Crosse County ist neben den zwei Citys und vier Villages in zwölf Towns eingeteilt:
| Town               | Einwohner (2010) | FIPS     |
| ------------------ | ---------------- | -------- |
| Town of Bangor     | 615              | 55-04575 |
| Town of Barre      | 1234             | 55-04825 |
| Town of Burns      | 947              | 55-11300 |
| Town of Campbell   | 4314             | 55-12300 |
| Town of Farmington | 2061             | 55-25325 |
| Town of Greenfield | 2060             | 55-31150 |

| Town               | Einwohner (2010) | FIPS     |
| ------------------ | ---------------- | -------- |
| Town of Hamilton   | 2436             | 55-32275 |
| Town of Holland    | 3701             | 55-35350 |
| Town of Medary     | 1461             | 55-50400 |
| Town of Onalaska   | 5623             | 55-59950 |
| Town of Shelby     | 4715             | 55-73125 |
| Town of Washington | 558              | 55-83650 |